# Jalovik Izvor
Jalovik Izvor (en serbe cyrillique : Јаловик Извор) est un village de Serbie situé dans la municipalité de Knjaževac, district de Zaječar. Au recensement de 2011, il comptait 108 habitants.

## Démographie
| 1948  | 1953  | 1961  | 1971  | 1981 | 1991 | 2002 | 2011 |
| ----- | ----- | ----- | ----- | ---- | ---- | ---- | ---- |
| 2 151 | 2 047 | 1 734 | 1 282 | 734  | 396  | 238  | 108  |

|  |